# Parochońsk (stacja kolejowa)
Parochońsk (biał. Парахонск; ros. Парохонск) – stacja kolejowa w miejscowości Asnica, w rejonie pińskim, w obwodzie brzeskim, na Białorusi. Leży na linii Homel - Łuniniec - Żabinka.
Nazwa pochodzi od pobliskiej miejscowości Parochońsk.
Stacja powstała w XIX w.